# Piero Gnudi
Pour l’article homonyme, voir Gnudi.
Piero Gnudi (né le 17 mai 1938 à Bologne) est un dirigeant d'entreprise italien, nommé ministre du Tourisme et des Sports, dans le gouvernement Monti le 16 novembre 2011 en remplacement de Michela Brambilla. Ses compétences sont élargies, le 25 novembre, aux Affaires régionales.

## Biographie

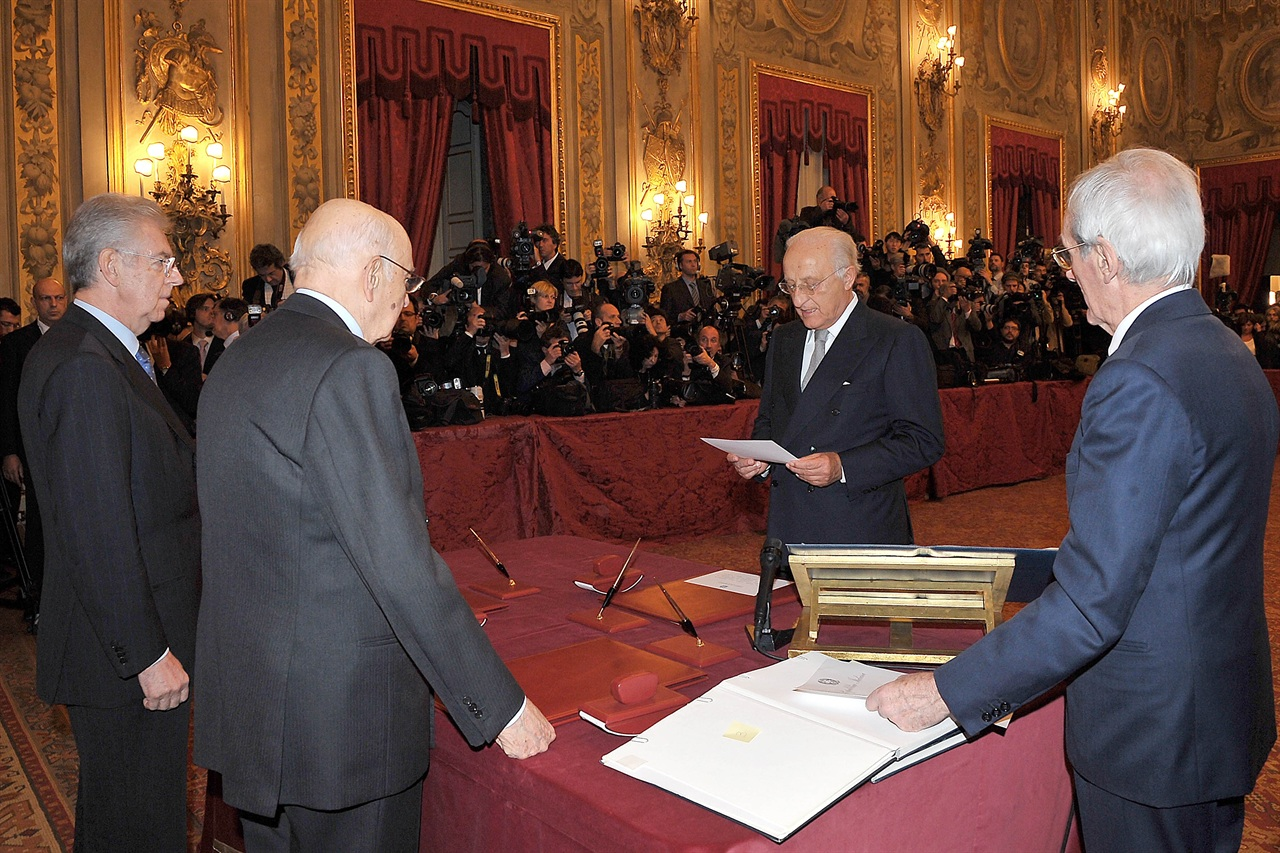
Piero Gnudi (au centre) prêtant serment le 16 novembre 2011.

Ancien président de la société d'énergie électrique Enel, Piero Gnudi est diplômé en sciences économiques en 1962 à l'université de Bologne et est titulaire d'une étude commerciale à Bologne. 
Conseiller du ministre de l'Industrie en 1995, il fait partie du conseil d'administration de l'Institut de reconstruction industrielle (IRI) depuis 1994, avec la charge de la privatisation en 1997, président délégué en 1999 et président du comité de liquidation en 2002. 
Membre du directoire de Confindustria, de la direction d'Assonime et du comité exécutif de l'Aspen Institute, c'est également un conseiller d'administration d'Unicredit Italie. Président du conseil d'administration de l'Enel de mai 2002 à avril 2011.